# Матьє I (герцог Лотарингії)
Матьє I Добродушний (фр. Mathieu I le Débonnaire; бл. 1119 — 13 травня 1176) — герцог Лотарингії в 1139—1176 роках.

## Життєпис
Походив з Лотаринзького дому. Старший син Симона I, герцога Лотарингії, та Адельгейди Лувенської. Народився близько 1119 року. Здобув політичний та військовий довід під орудою батька. У 1138 або 1139 році оженився на представниці династії Гогенштауфенів.
1139 року після смерті батька став новим герцогом Лотаринзьким. Матьє I був вірним прихильником королів Німеччини та імператорів Священної Римської імперії з роду Гогенштауфенів. Водночас політика герцога щодо розширення володінь призвела до конфліктів з сусідами. Спочатку погиркався з Етьєном де Бар, єпископом Мецу, щодо власності на оборонну вежу Морон, яка була важливою частиною укріплень міста Епіналь. На допомогу єпископу прийшов його родич Рено I, граф Бара. Це призвело до війни з останнім, що тривала у 1144—1145 роках.
У 1147—1149 роках разом з Конрадом III, королем Німеччини, брав участь у Другому хрестовому поході. Водночас протягом 1147—1152 років боровся за абатство Реміремон стосовно права отримати земельного податку з володінь абатства. Разом з тим викупив у Дрогона, сеньйора Нансі, місто Нансі.
1152 року після смерті Конрада III підтримав Фрідріха Барбароссу при обранні новим королем. Зіткнення зі своїм зведеним братом Генріхом, єпископом Туля, через замок Гондервіль на Мозелі, який звів Матьє I в порушення наказу Папського престолу (заборонялося зводити замки на відстані 4 ліг від м. Туль), що призвело до відлучення Матьє I від церкви за рішенням папи римського Євгена III. Однак при підтримці імператора він взяв гору над єпископом і став йменуватися графом Туля.
Матьє I брав участь в його італійських походах, зокрема 1155 року під час коронації імператором, підтримував в боротьбі проти римських пап Адріана IV і Олександра III.
На початку 1170-х років вступив у конфлікт з Петером, єпископом Туля, бажаючи отримати для свого сина Тьєррі, єпископа Меца, ренту з графства Туль. Конфлікт тривав до самої смерті герцога.
У той же час він зробив великі пожертви на церкву і заснував кілька монастирів, серед яких абатства Етанш і Клерліє. В останньому Матьє I і його дружина були поховані. Помер 1176 року. Йому спадкував старший син Симон.

## Родина
Дружина — Юдит-Берта, донька Фрідріха II Гогенштауфена, герцога Швабії
Діти:
- Симон (бл. 1140—1206), герцог Лотарингії в 1176—1205 роках
- Фрідріх (до 1155—1206), герцог Лотарингії у 1205—1206 роках
- Юдит (бл. 1140 — після 1173), дружина Етьєна II, графа Осонна і Трава
- Аліса (бл. 1145 — бл.. 1200), дружина Гуго III, герцога Бургундії
- Тьєррі (д/н—1181), єпископ Меца
- Матьє (д/н—1207), граф Туля
- донька (д/н— до 1177)